# Bo André Namtvedt
Bo André Namtvedt (Florvag, 6 februari 1967) is een voormalig Noors wielrenner.

## Belangrijkste overwinningen
1991
- 1e etappe Ronde van Noorwegen

1997
- Eindklassement Ringerike GP

## Resultaten in voornaamste wedstrijden
| Jaar | Milaan-San Remo | Luik-Bast.‑Luik |
| ---- | --------------- | --------------- |
| 1993 |                 | 58e             |
| 1994 | 138e            | 45e             |